# Uruyiella liminea
L'uruyiella (Uruyiella liminea) è un anfibio estinto, appartenente ai temnospondili. Visse tra il Permiano superiore e il Triassico inferiore (circa 252 - 250 milioni di anni fa) e i suoi resti fossili sono stati ritrovati in Sudamerica.

## Descrizione
Questo animale è noto per un cranio parziale, ed è quindi impossibile ricostruirne fedelmente l'aspetto. In ogni caso, il cranio era di forma triangolare, con angoli posteriori che si proiettavano lateralmente; la superficie delle ossa dermiche del cranio era fittamente scolpita in modo simile a quella dei ritidosteidi (con sottili creste che racchiudevano piccole depressioni con un piccolo tubercolo alla giuntura delle creste), e le orbite erano posizionate vicino al margine del cranio. Uruyiella si distingueva da altri temnospondili per una combinazione di caratteristiche primitive e derivate, come la posizione avanzata del ramo palatino dello pterigoide (che escludeva l'ectopterigoide e gran parte dell'osso palatino dal margine laterale della vacuità interpterigoidea), e l'assenza sia di corna tabulari che di incisure otiche (aperture semicircolari nella parte posteriore del cranio di molti temnospondili). 

## Classificazione
Uruyiella liminea venne descritto per la prima volta nel 2007, sulla base di un cranio parziale proveniente dalla formazione Buena Vista in Uruguay, in terreni risalenti al limite Permiano/Triassico. Un'analisi filogenetica indica che Uruyiella potrebbe essere strettamente imparentata con un altro anfibio del Triassico medio, Laidleria, e con esso costituirebbe la famiglia Laidleriidae. Secondo queste analisi, questa famiglia formerebbe con i Plagiosauridae un clade alla base degli Dvinosauria, il sister group degli stereospondilomorfi (Stereospondyli e Archegosauroidea). Queste analisi filogenetiche erano sorprendenti, poiché secondo la maggior parte delle analisi filogenetiche Laidleria e i plagiosauridi sarebbero a tutti gli effetti veri stereospondili; la relazione di sister group tra Uruyiella e Laidleria suggerisce la presenza di una linea fantasma per l'ultimo genere che si estende nel Triassico inferiore e forse addirittura nel Permiano superiore, suggerendo una sopravvivenza dei laidleriidi attraverso l'evento di estinzione del Permiano - Triassico. Ricerche più recenti determinerebbero invece una posizione più basale di Uruyiella rispetto a Laidleria, che a tutti gli effetti è stata riconosciuta come un rappresentante dei ritidosteidi (Dias da Silva e Marsicano, 2011).